# Neto Fagundes
Neto Fagundes, nome artístico de Euclides Fagundes Neto (Alegrete, 15 de agosto de 1963), é um cantor, compositor, apresentador de televisão e radialista. Neto é um dos mais conhecidos intérpretes de música regional gaúcha.
Apresenta o Galpão Crioulo, da RBS TV, programa que dividiu com seu tio Nico Fagundes de 2004 até o falecimento deste, em 2015. Desde 2008 participa como "estrela móvel" do programa Pretinho Básico, da Rádio Atlântida, pertencente ao grupo RBS, onde conta piadas do "Nego Véio".

## Biografia
Neto Fagundes é membro da família Fagundes, conhecida pela contribuição à música regional gaúcha. É o primeiro filho do casal Bagre Fagundes, compositor e folclorista gaúcho, autor do clássico gaúcho "Canto Alegretense", e Marlene Vilaverde Fagundes.
Em 1978, então com 15 anos de idade e após de viver um ano em Santa Maria, mudou-se para Porto Alegre, onde começou a cursar Direito na Faculdade Ritter dos Reis, ao mesmo tempo em que apresentava-se em bares nativistas. Em 1981 participou da Califórnia da Canção Nativa, com a música "Escravo de Saladeiro." Abandonou os estudos em 1982 e passou a se dedicar exclusivamente à música.
Em 1991 lançou seu primeiro disco, "Gauchesco e Brasileiro". Em julho de 1996 participou do festival Sul a Sul, que levou artistas gaúchos à cidade francesa de Sanary-sur-Mer. No mesmo ano, apresentou-se com o irmão Ernesto, o pai Bagre Fagundes, o tio Nico Fagundes e a Orquestra Sinfônica de Porto Alegre (OSPA) em um show no Natal Luz de Gramado, para um público de mais de 50 mil pessoas.
No início de 1997, apresentou-se no Teatro Alvear, em Buenos Aires. No ano seguinte, retornou à França, apresentando-se no Carrossel do Museu do Louvre, na capital francesa. Por essa época, passou a apresentar o programa "Encontro", no Canal Rural, transmitido para todo o Brasil, e do programa "Regional Brasileiro", na Pop Rock FM de Porto Alegre.
Em 2002, lançou o primeiro CD junto com o grupo Os Fagundes (Nico, Bagre e Ernesto), com o segundo CD lançado em 2004.
Com o adoecimento de seu tio Nico, Neto Fagundes passou a apresentar com este o programa Galpão Crioulo, na RBS TV, a partir de 2004 até 2015, quando Nico faleceu.
Em 2008, lançou um CD com a banda Estado das Coisas, o qual faz parte do projeto Rock de Galpão.

## Discografia

### Álbuns de estúdio
| Ano  | Álbum                  | Gravadora              |
| ---- | ---------------------- | ---------------------- |
| 1988 | Gauchesco e Brasileiro | Novatrilha             |
| 1991 | Som do Sul             | RGE                    |
| 1993 | Neto Fagundes          | RGE                    |
| 1997 | Regional Brasileiro    |                        |
| 1999 | Metendo o Chamamé      | USA Discos             |
| 2001 | Festa em Porto Alegre  | USA Discos             |
| 2012 | O Pago em Cada Canção  | Gravadora independente |
| 2017 | Galpão Sagrado         | Gravadora independente |

### Álbuns ao vivo
| Ano  | Álbum          | Gravadora | Observação                    |
| ---- | -------------- | --------- | ----------------------------- |
| 2008 | Rock de Galpão | Vertical  | Com a banda Estado das Coisas |

## Prêmios e indicações

### Prêmio Açorianos
| Ano  | Categoria                     | Indicação                              | Resultado |
| ---- | ----------------------------- | -------------------------------------- | --------- |
| 1991 | Cantor                        | Neto Fagundes                          | Indicado  |
| 1996 | Espetáculo                    | Neto Fagundes                          | Indicado  |
| 1999 | Intérprete de Música Regional | Neto Fagundes                          | Venceu    |
| 1999 | Disco de Música Regional      | Metendo o Chamamé                      | Venceu    |
| 2000 | Espetáculo de Música Regional | Acústico                               | Venceu    |
| 2004 | Intérprete de Música Regional | Neto Fagundes                          | Venceu    |
| 2010 | DVD do Ano                    | Rock de Galpão (com Estado das Coisas) | Indicado  |
| 2012 | Intérprete de Música Regional | Neto Fagundes                          | Venceu    |
| 2012 | Disco de Música Regional      | O Pago em Cada Canção                  | Indicado  |